# Cortège du tsar allant à Versailles
 (juillet 2025).
Pour plus de détails, voir Fiche technique et Distribution.
Cortège du tsar allant à Versailles est un film de Georges Méliès, sorti en 1896. Le film est considéré comme perdu. Méliès a filmé une partie du voyage du tsar Nicolas II de Russie en France, lors d'un séjour à Versailles.